# 沙拉醬
沙拉醬（Salad dressings）通常是搭配沙拉（Salad）使用的醬料，種類繁多。例如以油和醋為主材料的油醋汁(Vinaigrette)、義大利醬(Italian Dressing)、和風醬(Japanese Dressing)；以油和蛋為主材料的美乃滋、千島醬、田園沙拉醬；以堅果為主材料的芝麻酱。
在中文世界里，蛋黄酱和英式沙拉酱经常直接以“沙拉酱”作为商品名，不会特别指明酱的种类。

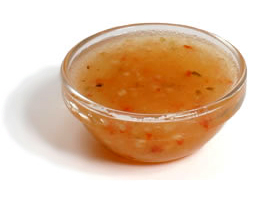
義大利醬。

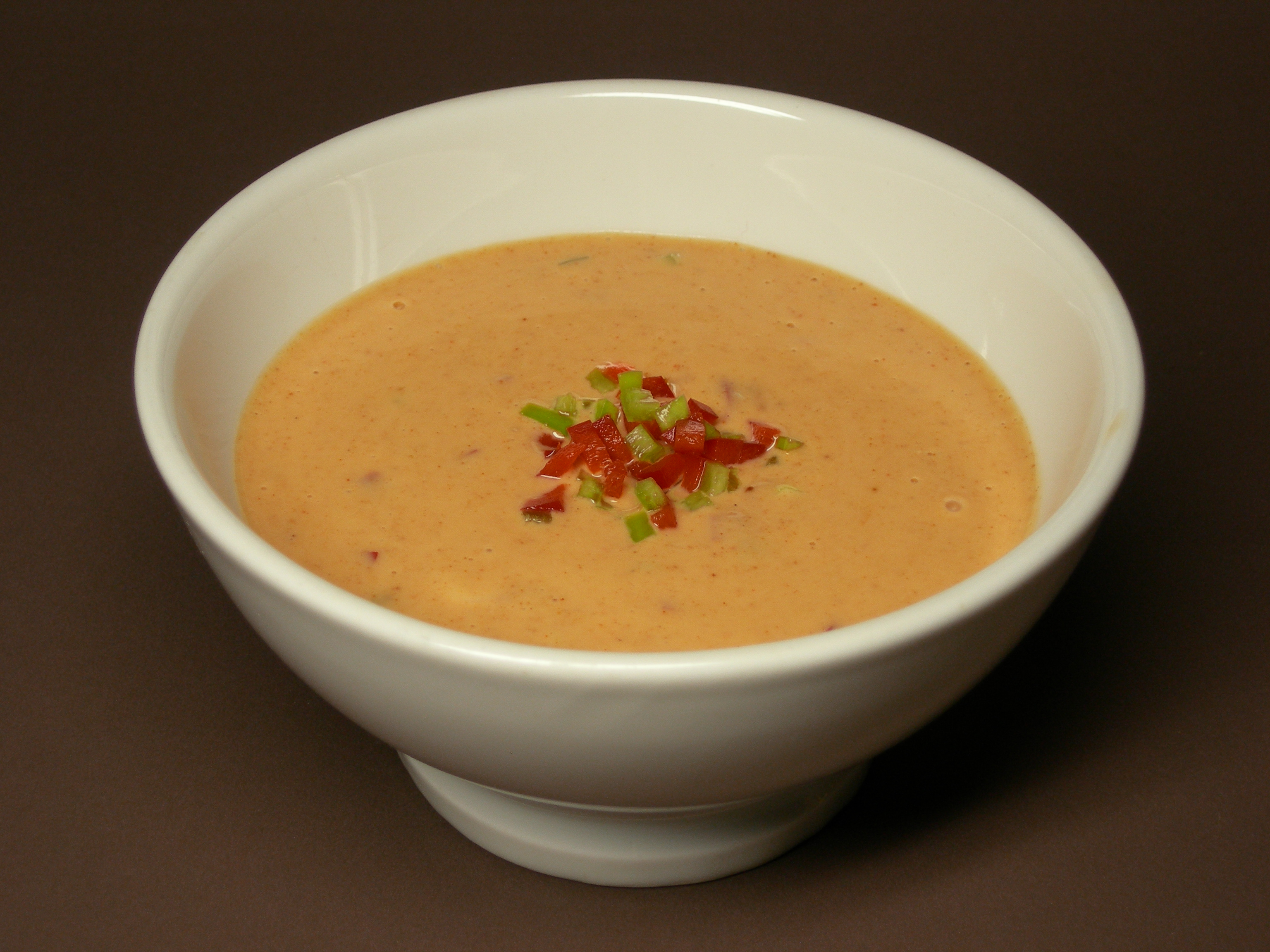
千島醬。